# Giuseppe Augusto Tuccimei
Giuseppe Augusto Tuccimei (Roma, 1851 – Roma, 20 settembre 1915) è stato uno scienziato italiano del XIX secolo.

## Biografia
Acceso esponente di parte cattolica, avversò in tutto la teoria darwiniana dell'evoluzionismo.
Dottore in medicina e chirurgia, dottore in Scienze naturali e in Diritto canonico poi professore in diversi atenei (nella facoltà di Filosofia della Pontificia Università Lateranense) e licei romani, membro della Pontificia Accademia de' Nuovi Lincei e di quella d'Arcadia, fu decorato della commenda dell'Ordine di San Gregorio Magno per meriti civili su proposta del cardinale vicario.
A lui la città di Roma dedicò una via ed una scuola.
Nacque il 19 febbraio 1851 a Roma da Enrico (1817-1872) e Anna Maria Annibaldi (1823-1859). Suo padre era un noto e valente avvocato rotale, sua madre discendente di una illustre famiglia romana. Quinto di dieci fratelli, perse la madre alla tenerissima età di otto anni e crebbe quindi con la sola, sebbene forte, figura paterna. I suoi ascendenti erano legati moltissimo al Romano Pontefice e alla Chiesa cattolica, da sempre, “ad effusionem sanguinis”, e di conseguenza Giuseppe “incarnò in sé la santa tradizione di sua cristiana, pia e cattolica famiglia” (come scrive il padre Bellino Carrara nel suo "Scienza e fede splendenti nel prof. comm. Giuseppe Tuccimei" estratto dagli atti della Pontificia Accademia Romana dei Nuovi Lincei, anno LXIV, serie II, vol. II., Roma 1916). Allorché avvenne il prematuro lutto del padre, Giuseppe si occupò degli “interessi de' suoi numerosi fratelli e sorelle e li regolò con ammirabile sentimento di giustizia”, infatti, “tenendolo in grande stima i suoi molti fratelli e sorelle si abbandonavano con piena fiducia in lui per ciò che riguardava gli affari e l'amministrazione di famiglia, che assunse alla morte del padre, avendo solo 21 anno d'età” (vedi p.B. Carrara op. cit. e Augusto Persichetti "Commemorazione del Prof. Giuseppe Tuccimei" letta in Arcadia il 23 gennaio 1916, estratto dal Giornale Arcadico, 1916, fasc. IV e V, Roma Tipografia Cuggiani).

## Opere principali di Scienze naturali
Il suo esordio avvenne con la pubblicazione nel 1878 della commemorazione del Padre Angelo Secchi, presidente della Pontificia Accademia Romana dei Nuovi Lincei, di cui Giuseppe Tuccimei fu discepolo. L'anno seguente eccolo a scrivere sulla Phylloxera vastatrix, in un saggio entomologico che espone le ricerche di Jules Émile Planchon su tale argomento. Un altro anno trascorse e finalmente vide la luce il suo primo lavoro sulla geologia: I colli plioceni di Magliano Sabina, in cui descrive con precisione la serie dei terreni plioceni dei dintorni di Magliano, sulla sponda sinistra della valle del Tevere, e in cui redige un elenco dei fossili, per lo più molluschi, raccolti da lui stesso. Questa memoria colmò la lacuna esistente allora fra il pliocene conosciuto alla base dei monti Cornicolani e i terreni pliocenici di Calvi. Un altro lavoro, che riguarda la tettonica e la paleontologia della catena montuosa sabina, è datato 1883 e venne stampato nel II vol. di quell'anno del Bollettino della Società Geologica Italiana: Sulla struttura e sui terreni che formano la catena di Fara Sabina. Lo scritto risultò essere “importante, perché, in seguito ai fossili da lui raccolti, i monti della Fara, che fino ad allora erano riguardati come di formazione cretacica, e tali segnati in tutte le carte geologiche edite fino a quel tempo, risultarono invece spettare al Lias medio e superiore”. Si devono considerare i lavori posteriori "Il sistema liassico di Roccantica e i suoi fossili", stampato dal Bollettino della Società Geologica Italiana, e "Note stratigrafiche sopra la formazione secondaria dei monti Sabini". Nel primo, che è quasi del tutto paleontologico, vi si trovano indicati, con determinazioni precise, i fossili ritrovati nei tre piani del Lias e vi è descritta una nuova specie di ammonitide, la Lytoceras sabinum.
La regione sabina fu di notevole interessamento per il Tuccimei, tanto che scrisse altre opere considerate tutt'oggi di grande attenzione e materia di studio: Sopra le cavità naturali dei monti Sabini, del 1886; "Bradisismi della regione sabina", del 1888; "Sul villafranchiano della Sabina", scritto tra il 1889 ed il 1890, dove sono indicati e descritti i fossili, in gran parte di mammiferi e molluschi, raccolti dallo stesso autore; "Sulle formazioni littorali plioceniche addossate alle falde dell'Appennino sabino", datato 1889; "Resti di Arvicola nel pliocene lacustre della Sabina", del 1893; e, infine, nel 1893 pubblicò "Sopra alcuni cervi della Sabina e della provincia di Roma".
Nel 1891 presentò un lavoro “assai interessante, molto ben condotto, che [...] meritò al Tuccimei, su speciale proposta dell'Accademia Reale dei Lincei un premio dal Ministero della Pubblica Istruzione” (Romolo Meli, Prof. Comm. Giuseppe Tuccimei, necrologie, estratto dal «Bollettino della Società Geologica Italiana», vol. XXXV 1916): "Alcuni mammiferi fossili della provincia umbra e romana". Qui descrive i resti di Mastodon arvernensis, rinvenuti a Nera Montoro nel 1857 in un terreno di proprietà del Marchese Patrizi, e quelli di elefante (Mammuthus meridionalis) estratti nello stesso terreno nel 1889, ma anche altri di Elephas antiquus della vallata del Tevere, nonché di Castor fiber della Sabina, e quelli di Hyppopotamus major, Rhinoceros etruscus, Equus Stentonius della valle del Farfa.

## Contro Charles Darwin
Sulla polemica a Darwin occorre una premessa ripresa dal P. Carrara “non è possibile che chi ama sinceramente e con ardore la verità, possa soffrire in pace di vederla impugnata ed assalita o possa tollerarne il suo travisamento, e non impugni anzi egli stesso l'arma per difenderla e per abbattere gli errori contrari. Questo appunto fece il nostro Tuccimei. Egli non seppe solo associare armonicamente in sé scienza e fede, ma l'ardente suo amore per l'una e l'altra lo portò ad una vigorosa e non interrotta lotta per la difesa dell'una e dell'altra. [...] Le sue svariate pubblicazioni scientifico-apologetiche, e scientifico-religiose polemiche non la cedono punto né in numerò né in merito a quelle puramente scientifiche ed originali. [...] Vi si ammira il coraggio, la intrepida sicurezza delle verità che il milite invitto difende, in lui generata dalla convinzione più intima delle medesime. Colla forza della verità da lui così intimamente posseduta vibra colpi efficaci all'avversario che conquide ed abbatte pur senza offenderlo, coi fatti e col ragionamento rendendo chiara ed evidente la verità che propugna. Il Tuccimei era un grande naturalista ma anche vero e buon filosofo. [...] Vi furono a suo tempo molti falsi scienziati, che invece di diffondere la luce della verità, dilatavano le tenebre dell'errore, e precisamente in quelle stesse scienze naturali, nelle quali egli si segnalò come specialista. [...] Tutti questi falsi scienziati chiama il Tuccimei anarchici di pensiero. «Costoro» soggiungeva «liberatisi dalle morse della logica, sono giunti ad imporre ogni più strana deduzione, ogni più balzano capriccio del loro cervello, solo che questo possa in qualche modo ferire i vecchi, ma santi ideali della fede e morale»”.
Ecco dunque che vennero editi opuscoli come "Le Cause efficienti e le Cause finali", nel quale affronta a spada tratta Ernst Haeckel, in particolare il suo ultimo libro "Gli Enigmi dell'Universo". Dove però il Tuccimei si mostrò gran polemista fu senza alcun dubbio nelle sue pubblicazioni contro l'evoluzionismo. Egli fu indubbiamente per buoni trent'anni il martello di tutti gli evoluzionisti, primo fra tutti Darwin e seguaci. Il Tuccimei trovò che tale teoria dominava in tutte le scienze naturali, quasi fosse l'unica via per risolvere il problema, la vide anzi estesa a tutti i rami del sapere, a bandiera del progresso; e chi ad essa non si sottometteva sarebbe stato bandito dal novero dei dotti. Le principali opere di Giuseppe Tuccimei contro questa teoria sono la "Teoria dell'evoluzione e il problema dell'origine umana" (1897), conservata nelle memorie dell'Accademia dei Lincei, la "Teoria dell'evoluzione nei suoi rapporti con le credenze cattoliche" (1900), "La Decadenza di una teoria" (1908), "Storia dell'evoluzione da Darwin sino al presente" (1915), e poi gli articoli "le idee degli evoluzionisti" nella Rivista Internazionale di Scienze Sociali (1900), e "l'evoluzionismo di certi cattolici" nell'Unità Cattolica del 3 giugno 1910. Seguono poi trentaquattro titoli contenuti nella Rivista Internazionale di Roma: la "Teoria dell'evoluzione e le sue applicazioni"; "I pretesi articoli di fede dei moderni materialisti"; "una questione pregiudiziale a proposito dell'Evoluzione"; "Un nuovo libro ed una polemica antica"; "L'antichità dell'uomo e la critica materialistica"; "Un preteso organo rudimentale nel cervello umano"; "Gli istinti secondo la teoria dell'Evoluzione"; "i fattori dell'evoluzione"; "l'Evoluzione sperimentale"; "il tempo e lo spazio della funzione del cervello"; "una nuova forma della Teoria dell'Evoluzione".
“In un articolo intitolato fra Darwin e De Vries pubblicato nella stessa Rivista Internazionale di Scienze Sociali scrive: «Quando certe verità sono oggetto di controversia per quanto appoggiate ad ogni sorta di argomenti, non è mai troppo il ripeterle e l'inculcarle. Tale è la sorte che tocca alle questioni che si aggirano intorno all'ipotesi dell'evoluzione»” (da p. B. Carrara, op. cit.).
Ma la questione era più lunga e complicata di quello che oggi può sembrarci, moltissimi cattolici erano disorientati, anche all'interno dello stesso clero romano. Fu questa situazione che spinse il Tuccimei alla fondazione di un'apposita cattedra apologetica nel Seminario Romano. “Prepariamo al proposito di un ordinamento fecondo -dice Giuseppe Tuccimei nel Suo "la Teoria dell'Evoluzione e il problema dell'origine umana"- con letture, conferenze, periodici, riunioni, e soprattutto con la scuola. È tempo ormai di dar vita a una istituzione superiore, nella quale le scienze positive, senza preconcetti e scevre da sofismi, da errori, da ipotesi gratuite, possano insegnarsi e divulgarsi con fine apologetico a difesa delle più importanti verità e del sicuro patrimonio delle nostre credenze. [...] Pensiamo soprattutto, che vi è un Clero intelligente, volenteroso ed attivo che combatterebbe volentieri, ma al quale mancano talora le armi idonee alla lotta e una conveniente ed opportuna preparazione. [...] È quest'opera di riparazione, per la quale la gloria è serbata a chi saprà cominciarla e recarla a compimento; è opera non solo altamente scientifica e religiosa, ma anche, e per ciò stesso, civile e sociale".
Questa gloria venne riservata a lui stesso dal Cardinale Vicario, che, assieme all'approvazione del Prefetto degli studi, fondò nell'Istituto del Seminario Romano il Corso di Conferenze di Apologia Scientifica. Dal 1905 al 1908 tenne ben quarantaquattro di quelle conferenze con fervore di credente e sicura coscienza di scienziato, scrutando ipotesi, frugando errori e pregiudizi con tale efficacia e contemperanza di ragioni e fatti, che gli stessi avversari, cui giungeva l'eco di quelle discussioni, ne rimasero ammirati. Questo perché egli sapeva e conosceva ed era la corrente del pubblico andamento scientifico: tenne, difatti, un discorso alla Pontificia Accademia della Concezione pubblicato poi nel periodico "Gli Studi in Italia" dal titolo: "I progressi delle Scienze Naturali nel 1880". Questo lavoro dimostra con quanta accuratezza seguisse il movimento o progresso della Fisica, della Chimica, della Zoologia, della Fisiologia, Botanica, Mineralogia, Geologia, Paleontologia e di altri rami, che scaturiscano dal ceppo delle Scienze Naturali. Ma sopra ogni altra cosa egli desiderava che anche i suoi alunni fossero al corrente del vero progresso scientifico.
Fu questo che lo spinse alla fondazione di un Museo di Storia Naturale nel pontificio Seminario Romano, cui dedicò tutte le sue cure ed il suo tempo libero. Per questo museo seppe ottenere cospicui doni ed i fondi necessari agli acquisti del copioso materiale tanto che all'epoca formava uno dei più ricchi, ben disposti e ben classificati gabinetti di storia naturale. Le collezioni esposte in quel museo dimostrano la cultura scientifica del Tuccimei nelle varie parti della storia naturale e l'amore che provava per le scienze dal lui coltivate. Il Padre Carrara lo chiama “monumento della sua attività scientifica e dell'amore alla scienza” e afferma l'Aquilanti (Francesco Aquilanti, "Cenni Biografici del prof. Giuseppe Tuccimei romano", necrologio, Roma 1915) che egli “tre amori coltivò nobilissimi, la famiglia, il Museo di Scienze Naturali per opera sua istituito all'Apollinare, e la Chiesa”. Del Museo naturale si ricorda anche Paolo Tuccimei, nipote ed allievo di Giuseppe: “la scuola aveva un bellissimo museo di storia naturale (dove il prof. Tuccimei passava una gran parte della giornata), con una gigantesca tigre del Bengala, un enorme pescecane sospeso al soffitto, ed una collezione infinita di vertebrati, farfalle, coleotteri, ditteri, ecc., ed un magnifico erbario raccolto personalmente dal prof. Tuccimei nelle sue vacanze estive”.
La fondazione del Museo di Storia Naturale rientrò in quei “meriti scientifici” che gli valsero il cavalierato dell'Ordine di San Gregorio Magno, concessogli dal Papa Leone XIII, su proposta del Cardinale Vicario, nel 1893. Grado che gli venne poi elevato a commendatore nel 1908 da San Pio X. L'onorificenza di San Gregorio Magno venne subito dopo quella del Santo Sepolcro di Gerusalemme.

## Cariche e ruoli
Per questo suo ottimo carattere e per la sua grande cultura venne eletto presidente del Comitato del Rione Parione dell'Unione Romana per le elezioni amministrative di Roma; presidente del comitato parrocchiale di San Lorenzo in Lucina e poi di quello di Sant'Agostino; nel 1880 è presidente per la sezione delle Scienze Naturali dell'Accademia Pontificia dell'Immacolata Concezione, dove era stato accolto nel 1875 come socio di merito; vicepresidente della sezione di Scienze naturali della Società Cattolica Italiana per gli studi scientifici (1899); nel 1892 fu socio fondatore della Società Zoologica Italiana come anche della Società Geologica Italiana della quale fu segretario dal 1881, il primo anno d'esistenza. Appartenne come socio aggiunto fin dal maggio 1878 alla già ricordata Pontificia Accademia Romana de' Nuovi Lincei, nominato socio ordinario a pieni voti nell'adunanza del 28 gennaio 1883, senza nemmeno passare per il grado di “socio corrispondente”. Fece poi parte dell'Accademia d'Arcadia (1885) con il nome di Epimaco Segesteo; della Reale Accademia Francesco Petrarca di Arezzo; della Reale Accademia Valdarnese del Poggio di Montevarchi (1884); della Reale Accademia degli Zelanti di Acireale in Sicilia (1893); dell'Accademia di Religione Cattolica Romana (1896); socio della Società Storica Volsinese (1890); socio della Società Geologica del Belgio e socio corrispondente nel 1893 della Società Zoologica del Belgio. Fu anche membro, giovanissimo, del comitato romano per festeggiare il giubileo di Papa Pio IX.

## Libri pubblicati
- Sopra le cavità naturali dei Monti Sabini, Roma, Tip. Delle Scienze Matematiche e Fisiche, 1887
- Cenni biografici sopra il prof. Gaetano Tancioni, scritti per incarico dell'Accademia, Roma, Tip. Delle Scienze Matematiche e Fisiche, 1889
- Riassunto di una pubblicazione del prof. Romolo Meli sui Resti fossili d'avvoltoio nel peperino laziale, Roma, Tip. Delle Scienze Matematiche e Fisiche, 1890
- Alcuni mammiferi fossili delle province umbra e romana, Pontificia Accademia dei nuovi Lincei, Roma, Cuggiani, 1891
- Per la verità e per la scienza, Roma, Cuggiani, 1893
- Resti di felis arvernensis nel pliocene della villa Spinola presso Perugia, Roma, Cuggiani, 1897
- Elementi di zoologia, Torino, Stamp. Reale Della Ditta G. B. Paravia e C. Edit., 1900
- Elementi di botanica, Torino, Paravia, 1902
- Cause efficienti e cause finali, Roma, F. Pustet, 1904
- Elementi di scienze fisiche, naturali e d'igiene, Torino, G. B. Paravia e C., 1910
- Per la libertà della scuola, Torino, Tip. S. A. I. D. Buona Stampa, 1912
- Elementi di mineralogia, Milano, Albrighi Segati & C., 1915
- Storia dell'Evoluzione dal Darwin sino al presente, Roma, Tip. Unione Ed., 1915
- Elementi di geologia e di geografia fisica, Milano, Albrighi Segati & C., 1924